# Henrik Kristoffersen
Henrik Kristoffersen (ur. 2 lipca 1994 w Lørenskog) – norweski narciarz alpejski, dwukrotny medalista olimpijski, mistrz świata i wielokrotny medalista mistrzostw świata juniorów.

## Kariera
Startuje głównie w konkurencjach technicznych. Po raz pierwszy na arenie międzynarodowej pojawił się 20 listopada 2009 roku w Geilo, gdzie w zawodach juniorskich zajął 25. miejsce w gigancie. W 2012 roku wystartował na mistrzostwach świata juniorów w Roccaraso, gdzie zwyciężył w gigancie, a w kombinacji i slalomie był drugi. Na rozgrywanych rok później mistrzostwach świata juniorów w Quebecu zwyciężył w kombinacji. Ostatnie sukcesy w kategorii juniorów wywalczył podczas mistrzostw świata juniorów w Jasnej, wygrywając zawody w gigancie i slalomie.
W zawodach Pucharu Świata zadebiutował 11 marca 2012 roku w Kranjskiej Gorze, gdzie nie zakwalifikował się do pierwszego przejazdu w slalomie. Pierwsze pucharowe punkty wywalczył sześć dni później w Schladming, zajmując 24. miejsce w gigancie. Po raz pierwszy na podium zawodów Pucharu Świata stanął 17 listopada 2013 roku w Levi, zajmując trzecie miejsce w slalomie. W zawodach tych wyprzedzili go jedynie dwaj Austriacy: Marcel Hirscher oraz Mario Matt. Dwa miesiące później, 28 stycznia 2014 r. w Schladming odniósł swoje pierwsze zwycięstwo wygrywając slalom. Najlepsze wyniki osiągał w sezonach 2015/2016 i 2017/2018, kiedy był drugi w klasyfikacji generalnej. Ponadto w sezonach 2016/2017, 2018/2019, 2019/2020, 2021/2022 i 2022/2023 zajmował trzecie miejsce. Zdobył też między innymi Małą Kryształową Kulę za zwycięstwa w klasyfikacjach giganta w sezonie 2019/2020 oraz slalomu w sezonach 2015/2016, 2019/2020 i 2021/2022.
Pierwszy medal wśród seniorów zdobył podczas igrzysk olimpijskich w Soczi, gdzie zajął trzecie miejsce w slalomie. Uległ jedynie Mattowi i Hirscherowi. Na tych samych igrzyskach zajął ponadto dziesiąte miejsce w slalomie gigancie. Na rozgrywanych cztery lata później igrzyskach w Pjongczangu wywalczył srebrny medal w gigancie, plasując się za Hirscherem a przed Francuzem Alexisem Pinturault. Brał także udział w igrzyskach olimpijskich w Pekinie w 2022 roku, zajmując ósme miejsce w gigancie i czwarte w slalomie. Walkę o medal w drugiej z tych konkurencji przegrał ze swym rodakiem Sebastianem Fossem Solevågiem o 0,09 sekundy.
Na mistrzostwach świata w Åre w 2019 roku wywalczył złoty medal w gigancie, wyprzedzając Hirschera i Pinturault. Podczas mistrzostw świata w Cortina d’Ampezzo dwa lata później wywalczył brązowy medal w slalomie, plasując się za Fossem Solevågiem i Austriakiem Adrianem Pertlem. Na rozgrywanych w 2023 roku mistrzostwach świata w Courchevel/Méribel został mistrzem świata w slalomie. Był też kilkukrotnie czwarty w zawodach tego cyklu, między innymi w slalomie i gigancie podczas mistrzostw świata w Sankt Moritz w 2017 roku.

## Osiągnięcia

### Igrzyska olimpijskie
| Miejsce | Dzień     | Rok  | Miejscowość     | Konkurencja | Czas biegu | Strata | Zwycięzca       |
| ------- | --------- | ---- | --------------- | ----------- | ---------- | ------ | --------------- |
| 10.     | 19 lutego | 2014 | Krasnaja Polana | Gigant      | 2:45,29    | +1,50  | Ted Ligety      |
| 3.      | 22 lutego | 2014 | Krasnaja Polana | Slalom      | 1:41,84    | +0,83  | Mario Matt      |
| 2.      | 18 lutego | 2018 | Jeongseon       | Gigant      | 2:18,04    | +1,27  | Marcel Hirscher |
| DNF2    | 22 lutego | 2018 | Jeongseon       | Slalom      | 1:38,99    | -      | André Myhrer    |
| 8.      | 13 lutego | 2022 | Pekin           | Gigant      | 2:09,35    | +1,90  | Marco Odermatt  |
| 4.      | 16 lutego | 2022 | Pekin           | Slalom      | 1:44,09    | +0,79  | Clément Noël    |

### Mistrzostwa świata
| Miejsce | Dzień     | Rok  | Miejscowość        | Konkurencja | Czas biegu | Strata | Zwycięzca              |
| ------- | --------- | ---- | ------------------ | ----------- | ---------- | ------ | ---------------------- |
| 20.     | 15 lutego | 2013 | Schladming         | Gigant      | 2:28,92    | +4,11  | Ted Ligety             |
| DNF2    | 17 lutego | 2013 | Schladming         | Slalom      | 1:51,03    | -      | Marcel Hirscher        |
| 13.     | 13 lutego | 2015 | Vail/Beaver Creek  | Gigant      | 2:34,16    | +2,43  | Ted Ligety             |
| 4.      | 15 lutego | 2015 | Vail/Beaver Creek  | Slalom      | 1:57,47    | +0,57  | Jean-Baptiste Grange   |
| 4.      | 17 lutego | 2017 | Sankt Moritz       | Gigant      | 2:13,31    | +0,76  | Marcel Hirscher        |
| 4.      | 19 lutego | 2017 | Sankt Moritz       | Slalom      | 1:34,75    | +1,04  | Marcel Hirscher        |
| 1.      | 15 lutego | 2019 | Åre                | Gigant      | 2:20,24    | -      | -                      |
| 8.      | 17 lutego | 2019 | Åre                | Slalom      | 2:05,86    | +1,12  | Marcel Hirscher        |
| 9.      | 19 lutego | 2021 | Cortina d’Ampezzo  | Gigant      | 2:05,86    | +2,53  | Mathieu Faivre         |
| 3.      | 21 lutego | 2021 | Cortina d’Ampezzo  | Slalom      | 1:46,48    | +0,46  | Sebastian Foss Solevåg |
| 5.      | 17 lutego | 2023 | Courchevel/Méribel | Gigant      | 2:34,08    | +0,96  | Marco Odermatt         |
| 1.      | 19 lutego | 2023 | Courchevel/Méribel | Slalom      | 1:39,50    | -      | -                      |
| 8.      | 14 lutego | 2025 | Saalbach           | Gigant      | 2:39,71    | +1,02  | Raphael Haaser         |
| 13.     | 16 lutego | 2025 | Saalbach           | Slalom      | 1:54,02    | +2,08  | Loïc Meillard          |

### Mistrzostwa świata juniorów
| Miejsce | Dzień     | Rok  | Miejscowość | Konkurencja | Czas biegu | Strata     | Zwycięzca               |
| ------- | --------- | ---- | ----------- | ----------- | ---------- | ---------- | ----------------------- |
| 18.     | 2 marca   | 2012 | Roccaraso   | Zjazd       | 1:11,99    | +1,97      | Ryan Cochran-Siegle     |
| 6.      | 3 marca   | 2012 | Roccaraso   | Supergigant | 1:02,73    | +0,91      | Ralph Weber             |
| 1.      | 7 marca   | 2012 | Roccaraso   | Gigant      | 2:39,50    | -          | -                       |
| 2.      | 9 marca   | 2012 | Roccaraso   | Slalom      | 1:38,44    | +1,26      | Santeri Paloniemi       |
| 2.      | 9 marca   | 2012 | Roccaraso   | Kombinacja  | 31,49 pkt  | +12,72 pkt | Ryan Cochran-Siegle     |
| 16.     | 22 lutego | 2013 | Québec      | Zjazd       | 1:30,95    | +2,35      | Nils Mani               |
| 49.     | 24 lutego | 2013 | Québec      | Supergigant | 58,49      | +2,52      | Thomas Mayrpeter        |
| 4.      | 25 lutego | 2013 | Québec      | Gigant      | 2:20,75    | +0,94      | Aleksander Aamodt Kilde |
| 5.      | 26 lutego | 2013 | Québec      | Slalom      | 1:59,40    | +1,33      | Manuel Feller           |
| 1.      | 26 lutego | 2013 | Québec      | Kombinacja  | ?          | -          | -                       |
| 1.      | 4 marca   | 2014 | Jasná       | Gigant      | 2:03,14    | -          | -                       |
| 1.      | 5 marca   | 2014 | Jasná       | Slalom      | 1:37,21    | -          | -                       |
| 1.      | 8 marca   | 2015 | Hafjell     | Gigant      | 2:23,37    | -          | -                       |
| 1.      | 9 marca   | 2015 | Hafjell     | Slalom      | 1:37,55    | -          | -                       |

### Puchar Świata

#### Miejsca w klasyfikacji generalnej
- sezon 2011/2012: 152.
- sezon 2012/2013: 60.
- sezon 2013/2014: 7.
- sezon 2014/2015: 8.
- sezon 2015/2016: 2.
- sezon 2016/2017: 3.
- sezon 2017/2018: 2.
- sezon 2018/2019: 3.
- sezon 2019/2020: 3.
- sezon 2020/2021: 6.
- sezon 2021/2022: 3.
- sezon 2022/2023: 3.
- sezon 2023/2024: 4.
- sezon 2024/2025: 2.

#### Miejsca na podium
| Sezon     | 1. miejsce | 2. miejsce | 3. miejsce | Razem |
| 2012/2013 | -          | -          | -          | -     |
| 2013/2014 | 1          | 1          | 4          | 6     |
| 2014/2015 | 3          | -          | 2          | 5     |
| 2015/2016 | 6          | 3          | 3          | 12    |
| 2016/2017 | 5          | -          | 2          | 7     |
| 2017/2018 | 1          | 11         | 3          | 15    |
| 2018/2019 | 2          | 4          | 2          | 8     |
| 2019/2020 | 3          | 4          | 2          | 9     |
| 2020/2021 | 2          | 1          | -          | 3     |
| 2021/2022 | 5          | 1          | 1          | 7     |
| 2022/2023 | 2          | 6          | 3          | 11    |
| 2023/2024 | -          | 1          | 1          | 2     |
| 2024/2025 | 3          | 3          | 3          | 9     |
| SUMA      | 33         | 35         | 26         | 94    |

#### Zwycięstwa w zawodach
1. Schladming – 28 stycznia 2014 (slalom)
2. Levi – 16 listopada 2014 (slalom)
3. Kranjska Gora – 15 marca 2015 (slalom)
4. Méribel – 21 marca 2015 (gigant)
5. Val d’Isère – 13 grudnia 2015 (slalom)
6. Madonna di Campiglio – 22 grudnia 2015 (slalom)
7. Adelboden – 10 stycznia 2016 (slalom)
8. Wengen – 17 stycznia 2016 (slalom)
9. Kitzbühel – 24 stycznia 2016 (slalom)
10. Schladming – 26 stycznia 2016 (slalom)
11. Val d’Isère – 11 grudnia 2016 (slalom)
12. Madonna di Campiglio – 22 grudnia 2016 (slalom)
13. Adelboden – 8 stycznia 2017 (slalom)
14. Wengen – 15 stycznia 2017 (slalom)
15. Schladming – 24 stycznia 2017 (slalom)
16. Kitzbühel – 21 stycznia 2018 (slalom)
17. Bansko – 24 lutego 2019 (gigant)
18. Kranjska Gora – 9 marca 2019 (gigant)
19. Levi – 24 listopada 2019 (slalom)
20. Alta Badia – 22 grudnia 2019 (gigant)
21. Schladming – 28 stycznia 2020 (slalom)
22. Madonna di Campiglio – 22 grudnia 2020 (slalom)
23. Chamonix – 31 stycznia 2021 (slalom)
24. Alta Badia – 19 grudnia 2021 (gigant)
25. Garmisch-Partenkirchen – 26 lutego 2022 (slalom)
26. Garmisch-Partenkirchen – 27 lutego 2022 (slalom)
27. Kranjska Gora – 12 marca 2022 (gigant)
28. Kranjska Gora – 13 marca 2022 (gigant)
29. Garmisch-Partenkirchen – 4 stycznia 2023 (slalom)
30. Wengen – 15 stycznia 2023 (slalom)
31. Val d’Isère – 15 grudnia 2024 (slalom)
32. Kranjska Gora – 1 marca 2025 (gigant)
33. Kranjska Gora – 2 marca 2025 (slalom)

#### Pozostałe miejsca na podium w zawodach
1. Levi – 17 listopada 2013 (slalom) – 3. miejsce
2. Adelboden – 12 stycznia 2014 (slalom) – 3. miejsce
3. Kitzbühel – 24 stycznia 2014 (slalom) – 2. miejsce
4. Kranjska Gora – 8 marca 2014 (gigant) – 3. miejsce
5. Kranjska Gora – 9 marca 2014 (slalom)  - 3. miejsce
6. Adelboden – 10 stycznia 2015 (gigant) – 3. miejsce
7. Wengen – 17 stycznia 2015 (slalom) – 3. miejsce
8. Beaver Creek – 6 grudnia 2015 (gigant) – 3. miejsce
9. Alta Badia – 20 grudnia 2015 (gigant) – 2. miejsce
10. Santa Caterina – 6 stycznia 2016 (slalom) – 2. miejsce
11. Hinterstoder – 28 lutego 2016 (gigant) – 3. miejsce
12. Kranjska Gora – 5 marca 2016 (gigant) – 3. miejsce
13. Kranjska Gora – 6 marca 2016 (slalom) – 2. miejsce
14. Val d’Isère – 10 grudnia 2016 (gigant) – 3. miejsce
15. Zagrzeb – 5 stycznia 2017 (slalom) – 3. miejsce
16. Levi – 12 listopada 2017 (slalom) – 2. miejsce
17. Beaver Creek – 3 grudnia 2017 (gigant) – 2. miejsce
18. Val d’Isère – 10 grudnia 2017 (slalom) – 2. miejsce
19. Alta Badia – 17 grudnia 2017 (gigant) – 2. miejsce
20. Alta Badia – 18 grudnia 2017 (gigant równoległy) – 2. miejsce
21. Madonna di Campiglio – 22 grudnia 2017 (slalom) – 3. miejsce
22. Zagrzeb – 4 stycznia 2018 (slalom) – 3. miejsce
23. Adelboden – 6 stycznia 2018 (gigant) – 2. miejsce
24. Adelboden – 7 stycznia 2018 (slalom) – 3. miejsce
25. Wengen – 14 stycznia 2018 (slalom) – 2. miejsce
26. Schladming – 23 stycznia 2018 (slalom) – 2. miejsce
27. Kranjska Gora – 3 marca 2018 (gigant) – 2. miejsce
28. Kranjska Gora – 4 marca 2018 (slalom) – 2. miejsce
29. Åre – 17 marca 2018 (gigant) – 2. miejsce
30. Levi – 18 listopada 2018 (slalom) – 2. miejsce
31. Val d’Isère – 8 grudnia 2018 (gigant) – 2. miejsce
32. Saalbach-Hinterglemm – 20 grudnia 2018 (slalom) – 3. miejsce
33. Adelboden – 12 stycznia 2019 (gigant) – 2. miejsce
34. Adelboden – 13 stycznia 2019 (slalom) – 3. miejsce
35. Kranjska Gora – 10 marca 2019 (slalom) – 2. miejsce
36. Beaver Creek – 8 grudnia 2019 (gigant) – 2. miejsce
37. Madonna di Campiglio – 8 stycznia 2020 (slalom) – 2. miejsce
38. Adelboden – 11 stycznia 2020 (gigant) – 3. miejsce
39. Adelboden – 12 stycznia 2020 (slalom) – 2. miejsce
40. Wengen – 19 stycznia 2020 (slalom) – 2. miejsce
41. Hinterstoder – 2 marca 2020 (gigant) – 3. miejsce
42. Lech – 27 listopada 2020 (slalom równoległy) – 2. miejsce
43. Kitzbühel – 22 stycznia 2022 (slalom) – 3. miejsce
44. Méribel – 20 marca 2022 (slalom) – 2. miejsce
45. Sölden – 23 października 2022 (gigant) – 3. miejsce
46. Alta Badia – 18 grudnia 2022 (gigant) – 2. miejsce
47. Alta Badia – 19 grudnia 2022 (gigant) – 2. miejsce
48. Madonna di Campiglio – 22 grudnia 2022 (slalom) – 2. miejsce
49. Adelboden – 7 stycznia 2023 (gigant) – 2. miejsce
50. Kranjska Gora – 11 marca 2023 (gigant) – 3. miejsce
51. Kranjska Gora – 12 marca 2023 (gigant) – 2. miejsce
52. Soldeu – 18 marca 2023 (gigant) – 2. miejsce
53. Soldeu – 19 marca 2023 (slalom) – 3. miejsce
54. Wengen – 14 stycznia 2024 (slalom) – 3. miejsce
55. Palisades Tahoe – 24 lutego 2024 (gigant) – 2. miejsce
56. Aspen – 3 marca 2024 (slalom) – 3. miejsce
57. Sölden – 27 października 2024 (gigant) – 2. miejsce
58. Levi – 17 listopada 2024 (slalom) – 2. miejsce
59. Adelboden – 11 stycznia 2025 (slalom) – 3. miejsce
60. Wengen – 19 stycznia 2025 (slalom) – 3. miejsce
61. Schladming – 28 stycznia 2025 (gigant) – 2. miejsce
62. Sun Valley – 25 marca 2025 (gigant) – 3. miejsce

- W sumie (33 zwycięstwa, 35 drugich i 27 trzecich miejsc)